# Markíza Doma
TV Doma – słowacki kanał telewizyjny. Został uruchomiony w 2009 roku.
Ramówka stacji obejmuje przede wszystkim seriale, telenowele i filmy romantyczne.